# Pi-de-migdia
El Pi-de-migdia és una muntanya de 349 metres que es troba al municipi de Fogars de la Selva, a la comarca de la Selva.